# Victor Nendaka Bika
Pour les articles homonymes, voir Bika (homonymie).
 (mai 2024).
Si vous disposez d'ouvrages ou d'articles de référence ou si vous connaissez des sites web de qualité traitant du thème abordé ici, merci de compléter l'article en donnant les références utiles à sa vérifiabilité et en les liant à la section « Notes et références ».
 (mai 2024).
La mise en forme du texte ne suit pas les recommandations de Wikipédia : il faut le « wikifier ».
Les points d'amélioration suivants sont les cas les plus fréquents :
- Les titres sont pré-formatés par le logiciel. Ils ne sont ni en capitales, ni en gras.
- Le texte ne doit pas être écrit en capitales (les noms de famille non plus), ni en gras, ni en italique, ni en « petit »…
- Le gras n'est utilisé que pour surligner le titre de l'article dans l'introduction, une seule fois.
- L'italique est rarement utilisé : mots en langue étrangère, titres d'œuvres, noms de bateaux, etc.
- Les citations ne sont pas en italique mais en corps de texte normal. Elles sont entourées par des guillemets français : « et ».
- Les listes à puces sont à éviter, des paragraphes rédigés étant largement préférés. Les tableaux sont à réserver à la présentation de données structurées (résultats, etc.).
- Les appels de note de bas de page (petits chiffres en exposant, introduits par l'outil «  Source ») sont à placer entre la fin de phrase et le point final[comme ça].
- Les liens internes (vers d'autres articles de Wikipédia) sont à choisir avec parcimonie. Créez des liens vers des articles approfondissant le sujet. Les termes génériques sans rapport avec le sujet sont à éviter, ainsi que les répétitions de liens vers un même terme.
- Les liens externes sont à placer uniquement dans une section « Liens externes », à la fin de l'article. Ces liens sont à choisir avec parcimonie suivant les règles définies. Si un lien sert de source à l'article, son insertion dans le texte est à faire par les notes de bas de page.
- La présentation des références doit suivre les conventions bibliographiques. Il est recommandé d'utiliser les modèles {{Ouvrage}}, {{Chapitre}}, {{Article}}, {{Lien web}} et/ou {{Bibliographie}}. Le mode d'édition visuel peut mettre en forme automatiquement les références.
- Insérer une infobox (cadre d'informations à droite) n'est pas obligatoire pour parachever la mise en page.

Pour une aide détaillée, merci de consulter Aide:Wikification.
Si vous pensez que ces points ont été résolus, vous pouvez retirer ce bandeau et améliorer la mise en forme d'un autre article.
Victor Nendaka Bika est un homme politique congolais de la République démocratique du Congo et du Zaïre. Il a été le directeur de la police de sécurité nationale et de l’agence de renseignement du Congo, la Sûreté nationale.

## Biographie
Victor  Nendaka, également surnommé « Pa Vicky » est né le 7 août 1923 à Kumu, qui se situe sur le territoire de Buta, dans la province Orientale du Congo belge. Il est mort le 22 août 2002 à 76 ans, alors qu’il était en exil à Bruxelles. Il a été rapatrié et enterré dans le caveau familial au cimetière de la Gombe, à Kinshasa, République démocratique du Congo.

### Famille
Victor Nendaka était l’unique enfant d'Élisabeth Tabapaya et Gabriel Angada. Cependant, il avait une demi-sœur et un demi-frère, Goningame Joséphine et Pae Pierre.
En 1943, il épousa Astrid Mbooto et, ensemble, ils  eurent six enfants : Gabrielle, André, Monique, Claude, Victorine et Astrid.
Quelques années plus tard[Quand ?], sa femme et ses enfants sont exécutés par des rebelles.

### Jeunesse et vie professionnelle
Durant sa jeunesse, Victor Nendaka étudie aux Frères Maristes de Buta, il termine l’école secondaire en 1941. Ensuite, il obtient un emploi dans la Compagnie cotonnière Congolaise à Buta, dans laquelle il travaille jusqu’en 1945. Il est ensuite rapidement embauché par la Société du Haut de Uele et du Nil à Kilomines en 1945 et y travaille jusqu’en 1949. À la fin de son contrat, il décide de s’installer à Léopoldville (aujourd’hui Kinshasa). Là, il travaille comme comptable adjoint à l'Établissement Maurice Michaux et Compagnie, de 1950 à 1953.

### Carrière politique

#### Entrée dans le monde politique
Le 6 août 1954, Victor Nendaka est élu en président provincial de l'Association des Classes Moyennes Africaines de Léopoldville et est amené à faire la connaissance du ministre des Colonies, Auguste Buisseret.
En septembre 1955, à la suite d'une invitation de la Fédération des Associations de Colons du Congo Belge et du Ruanda-Urundi, Victor Nendaka fait son premier voyage à Bruxelles, en  Belgique. Il est reçu en audience par Baudouin Ier, le Roi des Belges. Ce voyage a un double objectif. Le premier est de défendre les intérêts des Congolais et le second de présenter des projets pour ceux-ci lors de la 4e session de la commission du Colonat. C’est à ce moment qu’il est entendu par le Roi Baudouin.
De 1957 à 1959, il est l’un des trois délégués des classes moyennes africaines au sein du Conseil du Gouvernement. Ainsi, il parvient à obtenir la confiance des classes moyennes en faisant adopter des décisions en leur faveur : électrification de la Cité indigène, accès au crédit immobilier, création d’entreprises commerciales, etc.
Le 6 août 1959, la Cour d'Appel de Léopoldville condamne Victor Nendaka à la peine de la servitude pénale principale de 9 mois de prison ferme et à une lourde amende financière. Sa condamnation est la conséquence de nombreuses escroqueries, tromperies et abus de confiance. Cependant, au lieu de purger sa peine de  9 mois de prison, comme prévu initialement, il ne passe que 3 mois en détention provisoire. Cette condamnation est loin de mettre fin à la carrière politique de Nendaka.
En effet, le 23 octobre 1959, Victor Nendaka est élu vice-président du Mouvement national congolais-Lumumba, dont le président est Patrice Lumumba, au congrès de Stanleyville, actuelle Kisanga. Ce parti ainsi que le Mouvement national congolais-Kalonji  naissent d'une scission du Mouvement national congolais.
Parallèlement, Victor Nendaka devient d’abord membre du conseil d’administration d'Info Congo. Ensuite, il intègre le conseil de la cité de Léopoldville. Enfin, il rejoint le comité  de la revue mensuelle La Voix du Congolais.
En décembre 1959, le Mouvement national congolais-Lumumba organise une manifestation. Rapidement, cette réunion prend de l’ampleur et les forces de l’ordre interviennent. Lors de cette intervention, de nombreux manifestants sont grièvement blessés, d’autres encore abattus. À la suite de cet événement, Lumumba est arrêté et enfermé. Étant donné que Victor Nendaka est le vice-président du Mouvement, il remplace Lumumba et en devient ainsi le leader.

#### Marche vers l'indépendance du Congo
Le 13 janvier 1959, le roi Baudoin 1er prononce un discours dans lequel il annonce la marche du Congo vers l’indépendance.  Du 20 janvier au 20 février 1960, une table ronde belgo-congolaise se tient à Bruxelles.

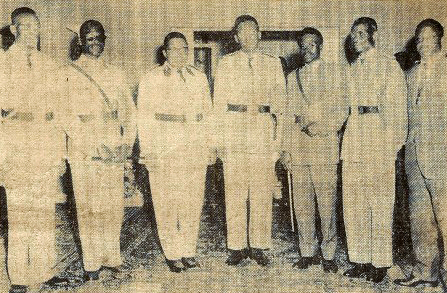
Congolese and Katangese army officers with Kasa-Vubu

Lumumba étant toujours enfermé, c’est Victor Nendaka qui conduit la délégation chargée de participer aux travaux. Cela ne plaît pas à tout le monde, particulièrement à Joseph Kasa-Vubu qui prend la parole afin d’exiger la présence de Lumumba à la table ronde. De plus, la libération de Lumumba, détenu à Jadotville, plus communément appelée Likasi, est également exigée par les fils Kongo. Par conséquent, Lumumba est libéré et envoyé à Bruxelles afin de reprendre sa fonction de président du Mouvement.
Cette table ronde rassemble des grands leaders politiques congolais tels que, Joseph Kasa-Vubu (Alliance des Bakongo), Patrice Lumumba (mnc-l) épaulé par Victor Nendaka, Moïse Tshombé (conakat) et Albert Kalonji (mnc-k). Ensemble, ils s’interrogent sur la future forme du nouvel État et portent un discours nationaliste revendiquant la souveraineté. On observe à cette table un front commun congolais qui fait face à des Belges divisés. Ainsi, l’indépendance totale du Congo est déclarée le 30 juin 1960.

#### Élections générales de 1960
En avril 1960, alors que Victor Nendaka est toujours Vice-Président du mnc-Lumumba, lors d’un audit interne, les instances du mnc-l découvrent des irrégularités dans les virements financiers du parti. Ceux-ci datent de la période pendant laquelle Victor Nendaka remplaçait Lumumba. À la suite de ces découvertes, Nendaka est écarté du parti.
Victor Nendaka déclare qu’il a quitté le mnc-l de son plein gré, parce que Lumumba aurait accepté une somme d'argent conséquente de la part des communistes du Pacte de Varsovie. Toutefois, il n’a jamais pris la peine de prouver ces accusations.
Il décide alors de créer son propre parti politique, le Mnc-Nendaka, à moins de trois semaines des élections législatives, sénatoriales et provinciales du 11 au 22 mai 1960. Toutefois, le parti de Victor Nendaka n’est pas élu. C’est bien le Mnc-L qui remporte les élections. Lumumba sera ensuite désigné comme premier 1er  ministre de la République démocratique du Congo avec Kasa-Vubu comme premier président.

#### Premier coup d’État en 1960
Après la proclamation de l’indépendance, le Congo est plongé dans une période de chaos. Les raisons de cette crise sont l’impréparation du pays à l’indépendance ainsi qu’une rébellion face à la hiérarchie blanche qui persiste.
Au même moment, des tensions se créent au sein du gouvernement, opposant, d’une part, ceux qui partagent les idéaux de P. Lumumba, les lumumbistes, à ceux qui sont en désaccord avec lui, les anti-lumumbistes tels que Victor Nendaka.
Cette crise est aggravée par la rivalité entre Joseph Kasa-Vubu et Lumumba. Le 14 septembre, Kasa-Vubu nomme Mobutu commandant en chef de l’armée. Le soir même, Mobutu met en œuvre son premier coup d’État. Il neutralise les deux hommes et les place en résidence surveillée. Tandis que Lumumba est écarté définitivement, Kasa-Vubu reprendra ses fonctions par la suite. Ce coup d'État marque un tournant important dans la carrière de Nendaka.
En effet, un mois plus tard, en octobre 1960, Victor Nendaka est nommé directeur de la Sûreté Nationale par commission temporaire. Nendaka réorganise rapidement cette institution et la transforme en un service efficace de collecte de renseignements.
Ensuite, il rejoint également le groupe Binza, un groupe qui s’était formé en septembre au sein du gouvernement congolais. Mobutu, chef d'état-major, général de l'Armée nationale congolaise, en est un membre clé. À la tête de la Sûreté, Nendaka devient également un acteur important au sein du groupe. En août 1961, Cyrille Adoula est nommé 1er  ministre avec l’appui de ce même groupe et de la CIA.
Le 13 décembre 1961, le ministre de l'Intérieur lumumbiste Christophe Gbenye, tentant d'affirmer son contrôle sur la Sûreté, décide de démettre Victor Nendaka de ses fonctions.  Pour ce faire, son cabinet publie un communiqué indiquant que depuis le 12 décembre, la veille donc, Nendaka ne travaillait plus pour ce service et était ouvert à une réaffectation au sein du gouvernement.
Nendaka se tourne alors vers Mobutu afin d’obtenir son soutien. Ce dernier lui envoie immédiatement des troupes armées afin d’encercler les bureaux de la Sûreté. Dans la foulée, ils menacent d’arrêter et d’enfermer Christophe Gbenye si ce dernier intervient.
À la suite de cela, une ordonnance paraît dans le journal officiel du gouvernement, le Moniteur Congolais, déclarant la nomination, par Kasa-Vubu, de Nendaka au poste de directeur de la Sûreté, à compter du 1er juillet. Il occupe le poste d'Administrateur en Chef de la Sûreté nationale pendant 5 ans. À la suite des querelles entre Nendaka et Gbenye, Adoula démet Gbenye de ses fonctions.

#### Implication de Victor Nendaka dans le décès de Patrice Lumumba
Le 14 septembre 1960, a eu lieu le 1er coup d'État. Lumumba est arrêté par les troupes de Mobutu le 1er décembre 1960. Il est capturé à Port Francqui et transporté par avion à Léopoldville afin d’être emmené dans la prison militaire de Thysstad.
En tant que directeur de la Sûreté nationale, Nendaka organise le transfert de Lumumba. Le 17 janvier 1961, celui-ci est transféré dans une prison à Jadotville avec ses deux compagnons Maurice Mpolo et Joseph Okito. Cette même nuit, ils sont exécutés par un peloton de la gendarmerie-armée de l’ancienne province du Katanga dans des circonstances jamais pleinement élucidées.
Victor Nendaka, qui, depuis les élections de 1960, n’avait pas de bonnes relations avec Lumumba, a été suspecté d’avoir un lien avec cet incident. Il a été amené à témoigner devant la commission d’enquête parlementaire belge le 25 juin et le 6 juillet 2001. Nendaka clame son innocence concernant l’assassinat de Patrice Lumumba et explique que la commission Lumumba tente de le piéger.
En 2002, le gouvernement belge reconnaît avoir une part de responsabilités dans la mort de Lumumba. Quelques mois après cette déclaration, les États-Unis révèlent que la CIA a joué un rôle dans l’assassinat de Lumumba.

#### Alliances politiques au Congo
En 1964, Cirylle Adoula est contraint de démissionner. Le 6 juillet 1964, Kasa-Vubu confie la tâche de former le nouveau gouvernement du Congo à Moïse Tshombé. Le 10 juillet Tshombé prête serment et devient 1er ministre.
En 1964, Nendaka décide de poser sa candidature pour devenir Président national du Rassemblement des Démocrates Congolais. Toutefois, la CIA, qui finance ce parti, lui demande de ne pas le faire afin que Cyrille Adoula soit le seul à poser une candidature pour le poste de Président du parti. Par conséquent, Nendaka s’abstient et forme finalement  une alliance avec la Convention nationale congolaise de Tshombé, ce qui leur permet d'obtenir un total de dix sièges dans l'Uele.
Du 18 mars au 30 avril 1965, ont eu lieu les élections parlementaires de 1965. Nendaka en profite alors pour créer un parti nommé Front Démocratique Congolais, intégré au Rassemblement des Démocrates Congolais. Il présente sa candidature à Buta, où il est élu Député national et provincial.
Dans le gouvernement de Tshombé, Victor Nendaka devient ministre de l’Intérieur de décembre 1965 à juillet 1966.

#### Second coup d'État en 1965
Le 24 novembre 1965, un deuxième coup d'État militaire a lieu contre Kasa-Vubu. Ce dernier se fait évincer par Mobutu, qui prend le pouvoir avec l'accord des pays occidentaux le voyant comme un rempart contre le communisme en Afrique.
Sous le pouvoir de Mobutu, Victor Nendaka est promu au titre de ministre des transports et des communications jusqu’au 17 août 1968. Ensuite, il est  ministre des finances, du budget et du portefeuille jusqu’au 31 juillet 1969.

### Fin de carrière politique
En 1969, le président Mobutu décide d'écarter Nendaka du gouvernement malgré ses très bons résultats. En effet, sous Nendaka, le stock monétaire est passé de 1 700 millions à 270 millions de dollars américains. Victor Nendaka continue cependant d’avoir une influence sur le monde politique congolais, entretenant des relations avec ses principaux acteurs.
Par la suite, il continue à donner des interviews et décide de retourner à l’Université Lovanium afin de rencontrer des étudiants.
À la chute du régime de Mobutu, vers les années 2000, Nendaka part vivre à différents endroits, notamment au Canada, en Belgique, en Suisse et en France.